# Städteatlas
Ein Städteatlas (Mehrzahl Städteatlanten) ist im weiteren Sinne jede in Buchform oder lose zusammengestellte Sammlung von Karten oder anderen graphischen Darstellungen, die den Baukörper einer Stadt oder mehrerer Städte darstellen. Diese Darstellungsform städtischer Strukturen nimmt ihren Anfang im 16. Jahrhundert (z. B. „Civitates Orbis Terrarum“ unter Beteiligung von Daniel Freese, Georg Braun und Frans Hogenberg).
Heute kommt dabei dem Europäischen Städteatlas ein besonderer Platz zu, einem beständig wachsenden Editions- und Forschungsprojekt der Internationalen Kommission für Städtegeschichte. Dessen Ziel ist es, topografisch exakte historische und aktuelle Karten für eine Vielzahl von Städten in ganz Europa in einheitlichen Maßstäben zur Verfügung zu stellen. Diese Karten, die einen Schlüssel zur geschichtlichen Entwicklung der Städte darstellen, sind eine wichtige Informationsquelle für Stadtplaner, Denkmalpfleger und Archäologen sowie ein didaktisches Hilfsmittel im Unterricht an Schule und Hochschule. Vor allem aber bilden sie eine gesicherte Quellenbasis für die historisch-geographische Erforschung einzelner Städte – insbesondere der Stadtgestalt, ihrer Morphologie (Stadtmorphologie) und Genese – wie auch besonders für vergleichende Studien.
Vordenker des Europäischen Städteatlas sind Paul Jonas Meier, Erich Keyser, Hektor Ammann, Edith Ennen und besonders Heinz Stoob, der bei der Erarbeitung des Konzepts federführend war. Auf der Kommissionssitzung 1969 in Oxford (erneut bekräftigt 1995 in Münster). wurde ein Kanon von Karten festgelegt, die jeder Städteatlas enthalten soll. Eine gemeinsame Leitlinie zu finden war besonders wichtig, da ein Projekt dieser Größenordnung nicht zentral, sondern nur in nationalen bzw. regionalen Teilprojekten zu bewältigen ist, während aber eine gewisse Einheitlichkeit des Materials die Voraussetzung für vergleichende Studien ist.
Zum Kartenkanon der Städteatlanten gehört zunächst ein im Maßstab 1:2500 neugezeichneter Plan des Stadtgrundrisses. Dieser beruht auf der ersten exakten Vermessung, die in der Regel als Hilfsmittel zur Festlegung von Steuerlasten oft schon in der ersten Hälfte des 19. Jahrhunderts erfolgte, dem sog. Urkataster. Ebenfalls als Neuzeichnung, die die einzelnen Parzellen erkennen lässt, doch verkleinert auf 1:5000, um das eventuell angewachsene Stadtgebiet ganz abbilden zu können, erscheint als Vergleichsgröße ein aktueller Stadtplan. Hinzu kommt eine mit dem Grundrissplan zeitgleiche Topographische Karte (1:25000) der Umgebung, die älteste verfügbare Stadtansicht und eine Abbildung des Stadtsiegels.
Die Städteatlanten enthalten zusätzlich zur Materialsammlung einen wissenschaftlich fundierten Text mit einer auf den Karten und anderen Quellen basierenden Interpretation des Wachstums und der Geschichte der jeweiligen Stadt. Die meisten stellen dies auch in Kartenform dar (Entwicklungsphasenkarte). Viele der Atlasmappen bieten darüber hinaus thematische Beikarten zu einzelnen Themen sowie Reproduktionen von historischen Stadtansichten, Altkarten und Luftbildern (Luftbildfotografie), die das alte Stadtbild zeigen. Auch Zeichnungen und Fotos, beispielsweise von Wappen und Gebäuden, sowie umfangreiche Bibliografien gehören in der Regel zur Ausstattung der Städteatlanten. Bislang (Stand 2018) sind weit über 520 Städte in 17 Ländern von Atlasprojekten bearbeitet worden. Die Arbeit in den bestehenden Teilprojekten dauert an, während in weiteren Ländern, vor allem des ehemaligen Ostblocks, eine Beteiligung an der Atlasarbeit angestrebt wird.
In Deutschland existieren, einander ergänzend, ein nationales und mehrere regionale Atlasprojekte nebeneinander:
- Im Deutschen Städteatlas, herausgegeben und bearbeitet im Institut für vergleichende Städtegeschichte in Münster, wurden zwischen 1973 und 2000 insgesamt 51 Städte bearbeitet. Seit 2006 wird er als Deutscher Historischer Städteatlas weitergeführt, bisher wurden sieben Städte bearbeitet.
- Der Brandenburgische historische Städteatlas wird seit 2021 von der Brandenburgischen Historischen Kommission herausgegeben, bisher wurden zwei Städte bearbeitet.
- Der Hessische Städteatlas wird seit 2005 vom Hessischen Institut für Landesgeschichte in Marburg herausgegeben, bisher wurden 18 Städte bearbeitet.
- Der Rheinische Städteatlas erscheint seit 1972 und wird seit 1978 vom Amt für rheinische Landeskunde des Landschaftsverbands Rheinland herausgegeben, bisher wurden insgesamt 104 (von geplanten 187) Städte bearbeitet.
- Im Westfälischen Städteatlas, ebenfalls bearbeitet im Institut für vergleichende Städtegeschichte in Münster, seit 1975 vom Landschaftsverband Westfalen-Lippe herausgegeben, wurden bis 2010 75 Städte bearbeitet. Seit 2014 setzt der Historische Atlas westfälischer Städte die Erforschung fort, bisher wurden 15 Städte bearbeitet.[6]

Erste Projektversuche hat es bereits in früheren Jahrzehnten gegeben:
- Im Niedersächsischen Städteatlas, herausgegeben von der Historischen Kommission für Niedersachsen, wurden zwischen 1922 und 1977 insgesamt 21 Städte bearbeitet, davon 13 in einem Band und acht in gesonderten Bänden.
- Im Niederrheinischen Städteatlas, herausgegeben von der Gesellschaft für Rheinische Geschichtskunde, wurden von 1952 bis 1956 drei Städte bearbeitet.